# Kristján Eldjárn
Aquest és un nom islandès. En aquest cas, el segon nom és un cognom. Però a manera usual de referir-se a aquesta persona és pel nom de pila.
Kristján Eldjárn Þórarínsson (Tjörn í Svarfaðardal, Islàndia, 6 de desembre de 1916 - Reykjavík, Islàndia, 14 de setembre de 1982) va ser el tercer president de la República d'Islàndia, entre 1968 i 1980.
Fill de Þórarinn Kr. Edjárn (granger i professor a Tjörn) i Sigrún Sigurhjartadóttir, el 1931 va estudiar en una escola de secundària a Akureyri, la segona ciutat més important d'Islàndia. Es desplaçà a Dinamarca, per estudiar Arqueologia, on es va llicenciar per la Universitat de Copenhaguen, i va ser professor d'islandès a la Universitat de Reykjavík, on va completar un màster el 1944. Al començar la Segona Guerra Mundial, va retornar a Islàndia, fugint de l'ocupació de l'Alemanya nazi. El 1957 va obtenir el doctorat amb un estudi sobre enterraments pagans a Islàndia.
El 1945 passà a treballar al Museu Nacional d'Islàndia i, dos anys després, es va convertir en el seu director, càrrec que va ocupar fins que va guanyar les eleccions presidencials el 1968, enfront del favorit, l'ambaixador Gunnar Thoroddsen (que comptava en el seu moment amb un 70% de la intenció de vot). Finalment, Edjárn va guanyar amb un 65,5% dels vots. Va tornar a ser reelegit el 1972 i el 1976. Però, es va retirar després del seu tercer mandat. Va ser l'últim president a tenir les seves oficines al Alþingishúsið, d'on es va traslladar el 1973. Després de les eleccions de 1980 el va substituir en el càrrec Vigdís Finnbogadóttir.
Va estar casat amb Halldóra Ingólfsdóttir (24 de novembre de 1923 - 21 de desembre del 2008).